# Genesis (sonde spatiale)
Vous lisez un « bon article » labellisé en 2014.
Pour les articles homonymes, voir Genesis.
Genesis est une sonde spatiale développée par l'agence spatiale américaine, la NASA, dont l'objectif était de  rapporter sur Terre des particules du vent solaire, flux d'ions et électrons énergétiques produit par le Soleil. La finalité de la mission était d'analyser en laboratoire les ions pour déterminer la composition du Soleil en éléments chimiques et la proportion des différents isotopes. Genesis est la cinquième mission du programme Discovery qui rassemble des missions spatiales d'exploration scientifique du système solaire de faible coût.
Genesis est lancée le 8 août 2001 par une fusée Delta II puis est placée en orbite autour du point de Lagrange L1 pour effectuer la collecte des particules solaires durant deux ans. À la fin de cette phase, Genesis se dirige vers la Terre. À la suite d'une erreur commise durant l'assemblage de la sonde spatiale, la capsule qui rapporte les échantillons de vent solaire ne déploie pas son parachute et s'écrase le 8 septembre 2004 à plus de 300 km/h dans la région désertique de l'Utah où elle devait être récupérée. Malgré les dégâts infligés aux collecteurs de particules et la contamination induite, une grande partie des échantillons de vent solaire s'avère exploitable après un long travail de nettoyage mettant en œuvre plusieurs techniques. L'analyse des collecteurs se poursuit toujours en 2013 mais les objectifs qui consistaient à améliorer d'un facteur 3 à 10 notre connaissance des proportions des éléments présents dans le Soleil, sont considérés comme en voie d'être atteints par les scientifiques.

## Contexte scientifique

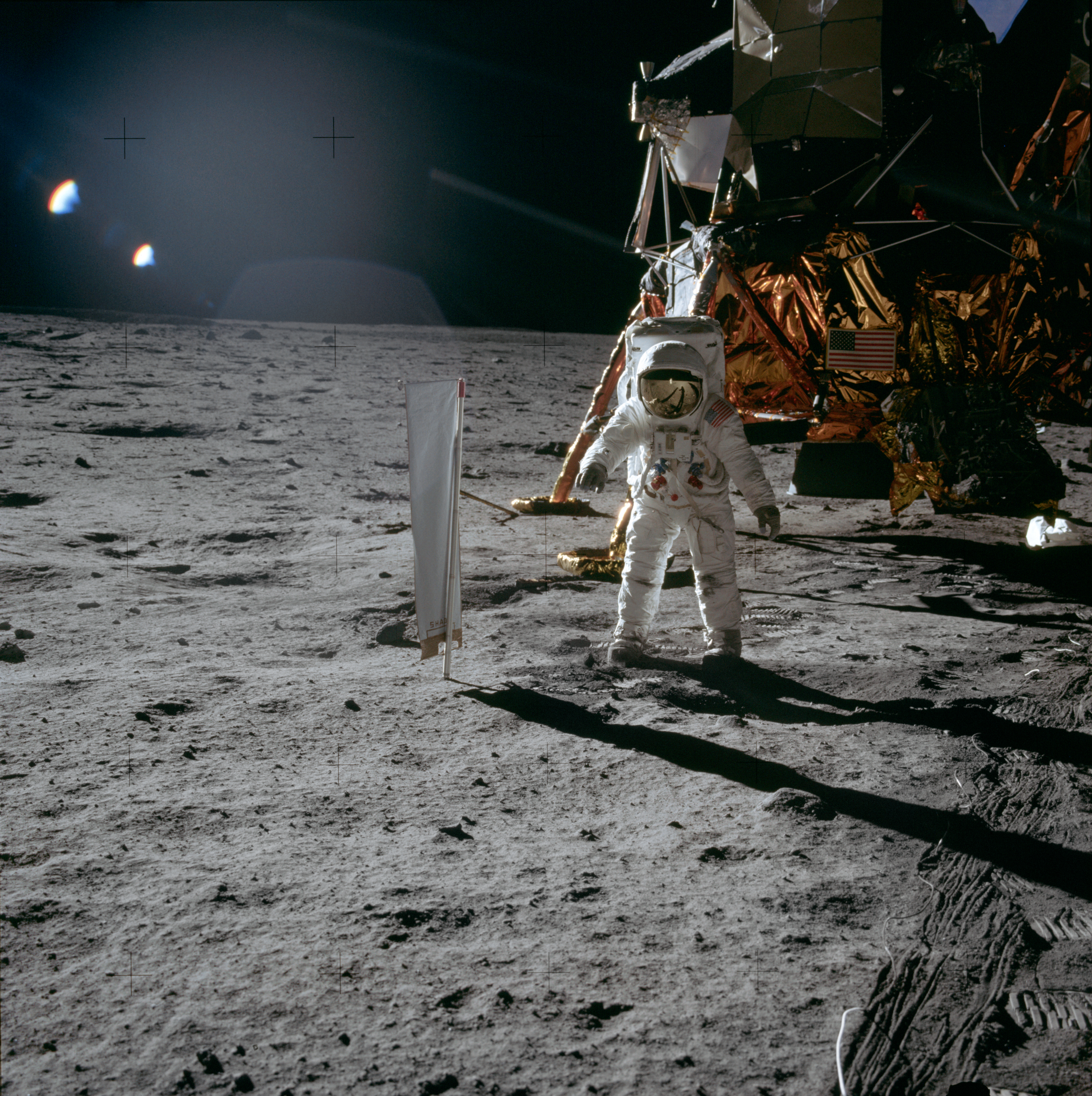
Durant leur séjour sur la Lune les astronautes du programme Apollo ont déployé des collecteurs de vent solaire (à gauche de l'astronaute sur la photo) qui ont été rapportés sur Terre.

Parmi les objectifs scientifiques assignés à l'agence spatiale américaine, la NASA, figure l'étude de la formation, de l'évolution et de l'état actuel du système solaire. La plupart des missions d'exploration spatiales par l'agence spatiale répondant à ces objectifs s'intéressent principalement à l'état actuel des différents objets célestes — planètes, lunes, astéroïdes — composant le système solaire. La mission de Genesis est, a contrario, centrée sur l'origine du système solaire : son objet est  l'étude des matériaux qui existaient dans la nébuleuse solaire à partir de laquelle le système solaire s'est formé et l'identification des processus à l’œuvre durant cette phase.

### Le modèle de la nébuleuse solaire homogène
La reconstitution de la composition de la nébuleuse solaire à l'origine de notre système solaire passe par la mesure des ratios isotopiques et la composition en éléments chimiques du Soleil. Cette méthode repose sur un consensus autour d'un modèle standard concernant l'origine des matériaux ayant formé les planètes. Selon ce modèle :
- les matériaux planétaires sont issus d'une nébuleuse solaire de composition homogène ;
- la composition en éléments chimiques de cette nébuleuse a été préservée dans la photosphère c'est-à-dire des couches superficielles du Soleil à l'exception des proportions de deutérium et de lithium ;
- depuis que les planètes du système solaire se sont formées seule une partie pour mille ou moins de la matière qui les compose a subi un fractionnement isotopique, c'est-à-dire un changement dans sa composition isotopique résultant de processus physico-chimiques. Aussi globalement la composition en éléments chimiques est identique dans tout le système solaire et est donc semblable aux valeurs mesurées sur la Terre.

L'analyse de la photosphère peut donc permettre de raffiner le modèle standard de formation du système solaire et également, ce qui est encore plus important, d'en vérifier la justesse.

### Le vent solaire dépositaire de la composition de la nébuleuse solaire
Le vent solaire est un flux de plasma constitué essentiellement d'ions et d'électrons qui sont éjectés en permanence depuis la haute atmosphère du Soleil au rythme d'un million de tonnes par seconde. On distingue trois régimes de vent solaire caractérisés par des compositions et des régions d'origine différentes, :
- le vent solaire lent relativement constant qui se déplace à la vitesse de 300 km/s et est émis depuis les régions du Soleil situées près du plan de l'écliptique ;
- le vent solaire rapide qui provient des régions situées à des latitudes plus hautes et se déplace à une vitesse comprise entre 500  et   800 km/s. Il est surtout émis lorsque l'activité solaire est importante ;
- un régime transitoire associé aux éjections de masse coronale.

Le matériau du vent solaire qui est éjecté dans l'espace interplanétaire, provient de la photosphère. Or la composition de celle-ci est identique à celle de la nébuleuse solaire à partir de laquelle le système solaire s'est formé. La collecte d'échantillons du vent solaire est donc une méthode pratique pour déterminer à la fois la composition du Soleil et celle de la nébuleuse d'origine. Toutefois les composants du vent solaire subissent un processus de fractionnement lorsqu'ils sont éjectés du Soleil. Celui-ci modifie en partie la composition du vent solaire. L'ampleur des transformations dépend du First Ionization Time (FIT) et peut-être également de la masse et de la charge électrique. Pour déterminer la composition originale de la photosphère, il faut donc appliquer des corrections aux mesures d'abondance en éléments chimiques du vent solaire. La valeur de ces corrections a été établie à l'aide des données recueillies par les observatoires spatiaux solaires Ulysses, WIND, SoHO et ACE. En mesurant de manière différenciée la composition du vent solaire durant ses trois régimes, Genesis devrait permettre de vérifier la validité des corrections apportées aux mesures.

### L'énigme du ratio des isotopes de l'azote15N/14N

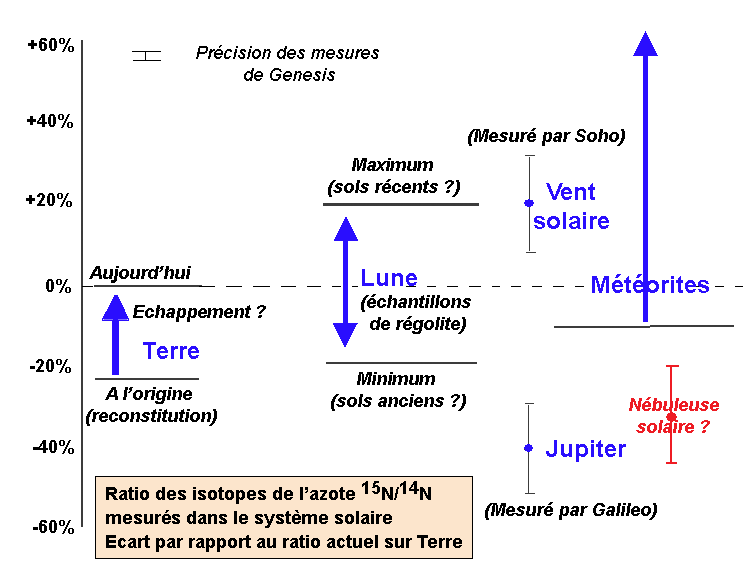
Schéma 1 : ratio des isotopes de l’azote ^{15}N/^{14}N (en bleu) mesuré en différents endroits du système solaire (Écart par rapport au ratio actuel sur Terre). Les mesures effectuées par les sondes spatiales SoHO et Galileo présentent une incertitude indiquée par les barres inférieure et supérieure.

La mesure du ratio des isotopes de l’azote 15N/14N illustre l'apport essentiel d'une mission permettant de ramener sur Terre pour analyse des échantillons du vent solaire. Le ratio des isotopes de l’azote a été évalué avant le lancement de la mission Genesis dans plusieurs « réservoirs » d'azote répartis dans le système solaire en utilisant plusieurs méthodes (Schéma 1). Des différences allant de -50 % à +150 % ont été relevées par rapport au ratio mesuré sur Terre (toutefois de nombreuses incertitudes pourraient affecter la précision des résultats). Pour certaines de ces valeurs aucune explication n'est compatible avec le modèle d'une nébuleuse solaire dont la composition isotopique serait homogène :
- le ratio des isotopes sur Terre, avant que le processus d'échappement originel ne se produise, est déduit de mesures du ratio des isotopes du néon 22Ne/20Ne du vent solaire. Ces dernières données résultent d'une expérience effectuée par les équipages du programme Apollo sur le sol lunaire (cf. paragraphe suivant). Le ratio des isotopes de l'azote est déduit de celui du néon en partant de l'hypothèse que le taux d'échappement du néon et de l'azote sont étroitement corrélés. En partant de cette hypothèse, la valeur du ratio de l'azote à l'origine serait de -25 % inférieure au ratio actuel avec toutefois de grandes incertitudes sur la précision ;
- les différents échantillons du régolite lunaire ramenés par les équipages du programme Apollo présentent des ratios très différents entre eux (de -20 % à +20 % par rapport au ratio terrestre moderne) qui seraient le reflet selon certaines théories d'une évolution dans le temps du ratio isotopique du vent solaire. Le ratio le plus bas correspondrait à des sols anciens tandis que les ratios élevés seraient le reflet du vent solaire actuel ;
- le ratio dans l'atmosphère de Jupiter a été mesuré par la sonde spatiale Galileo. Compte tenu des incertitudes de la mesure, il est au minimum de 30 % inférieur au taux actuel sur Terre.

Les ratios de l'ancienne Terre, des terrains anciens de la Lune et de l'atmosphère de Jupiter sont compatibles avec le modèle d'une nébuleuse à la composition homogène (autour de -30 % par rapport au ratio actuel de la Terre). Mais les mesures effectuées sur le vent solaire (reflets donc de la nébuleuse originelle) réalisées par la sonde spatiale SoHO aboutissent à un ratio proche de +20 % par rapport à celui de la Terre. Cette mesure pourrait être le résultat de l'évolution séculaire du ratio expliquant la disparité des valeurs relevées dans le régolite lunaire. Mais aucune théorie ne permet de rendre compte de cette évolution du ratio isotopique du vent solaire. Si Genesis confirme les mesures de SoHO, il faudrait donc envisager que les matériaux des planètes solaires internes et externes étaient très hétérogènes. Une très grande amplitude des ratios est également observée dans les météorites (jusqu'à +150 %). Ces variations ne peuvent s'expliquer par la présence de matériaux dont l'origine serait antérieure à la formation de la nébuleuse solaire car ceux-ci ne représentent qu'une toute petite fraction de l'azote présent.

### La méthode de collecte des particules du vent solaire
Pour ramener des échantillons du vent solaire il faut pouvoir capturer une quantité significative de ces particules dans des conditions permettant de préserver les proportions des différents éléments qui le composent. Malgré leur vitesse élevée, les ions du vent solaire peuvent être capturés par des collecteurs avec une déperdition réduite qui peut être évaluée avec précision. L'utilisation de ce type de collecteur a déjà été testée avec succès dans le cadre des missions du programme Apollo. Mais le manque de pureté des collecteurs utilisés à l'époque ainsi que le temps d'exposition très court (deux jours à la surface de la Lune), n'ont permis d'obtenir des résultats que pour quelques éléments chimiques (hélium, néon ainsi que l'isotope 36 de l'argon). Avec une durée d'exposition 100 fois plus longue et des collecteurs réalisés dans des matériaux plus purs, Genesis devrait permettre d'améliorer la précision de la mesure de la composition isotopique et l'étendre à de nombreux autres éléments chimiques.

## Objectifs de la mission

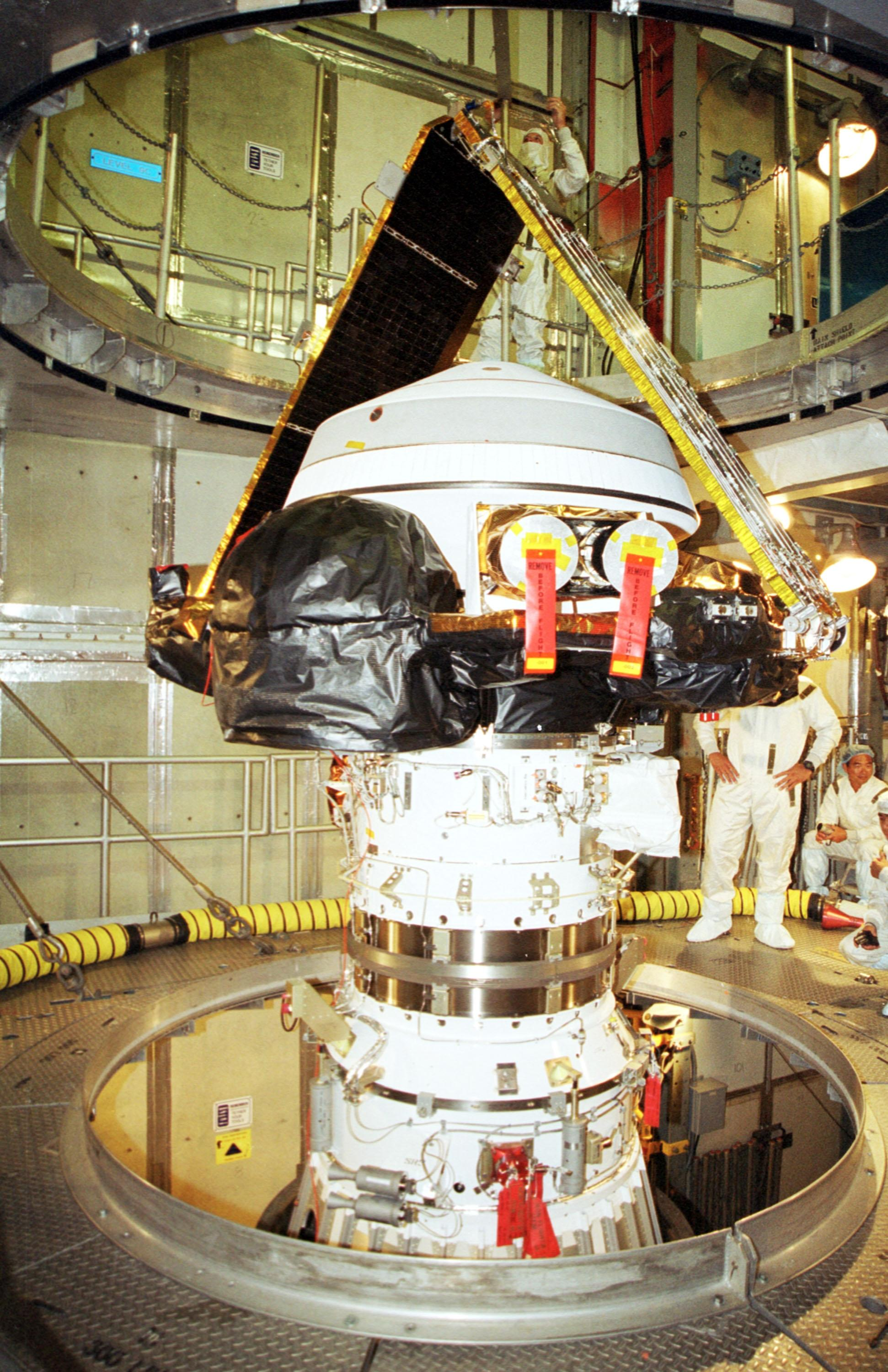
Genesis peu avant son lancement au centre spatial Kennedy.

Les matériaux collectés par Genesis doivent permettre de  déterminer avec précision la composition chimique et isotopique du vent solaire :
- la composition isotopique du Soleil obtenue par la mission doit permettre d'établir une référence suffisamment précise pour permettre de mener des études des processus planétaires très exigeantes dans ce domaine ;
- la composition chimique du Soleil est connue aujourd'hui essentiellement par les raies d’absorption de sa photosphère mais la précision est d'environ 10 % au mieux pour quelques éléments chimiques. Genesis a pour objectif d'améliorer notre connaissance des proportions de chacun des éléments chimiques d'au moins un facteur 3 ;
- Genesis doit collecter de manière différenciée le vent solaire lors des trois régimes identifiés (du vent lent au vent rapide). Cela doit permettre de vérifier les méthodes de correction utilisées pour le calcul de l'abondance des éléments chimiques pour tenir compte des variations de vitesse (prise en compte du processus de first ionization time ou FIT) ;
- la collecte de Genesis doit permettre de constituer une réserve de matériau solaire qui pourra être utilisée lorsque des techniques d'analyse plus avancées seront disponibles.

## Historique du projet
Le programme Discovery est créé par la NASA au début des années 1990 pour développer des missions spatiales interplanétaires de faible coût. L'agence spatiale effectue son premier appel à propositions pour ce programme en 1993 ; le centre spatial de la NASA JPL associé avec le constructeur Lockheed Martin Space Systems présente une proposition de mission baptisée Solar Wind Sample Return qui a pour objectif le retour sur Terre d'échantillons de particules de vent solaire collectés dans l'espace interplanétaire. La proposition du JPL, renommée Suess-Urey, en l'honneur des deux chimistes titulaires d'un prix Nobel en 1934, est une des trois retenues pour une étude plus approfondie mais en 1995 elle est éliminée au cours de la sélection finale au profit de Stardust. Rebaptisée Genesis elle est à nouveau proposée lors de l'appel à propositions suivant du programme Discovery et est finalement sélectionnée en octobre 1997 en même temps que la mission CONTOUR. La gestion du projet Genesis, qui est la cinquième mission du programme Discovery, est confiée au centre spatial Jet Propulsion Laboratory (JPL). La sonde est construite par l'entreprise Lockheed Martin Space Systems pour un budget de 164 millions de dollars auxquels viendront s'ajouter par la suite 50 M$ pour le lancement et 45 M$ pour la mise en œuvre dans l'espace et l'analyse des échantillons au retour de mission,.

## Conception de la mission

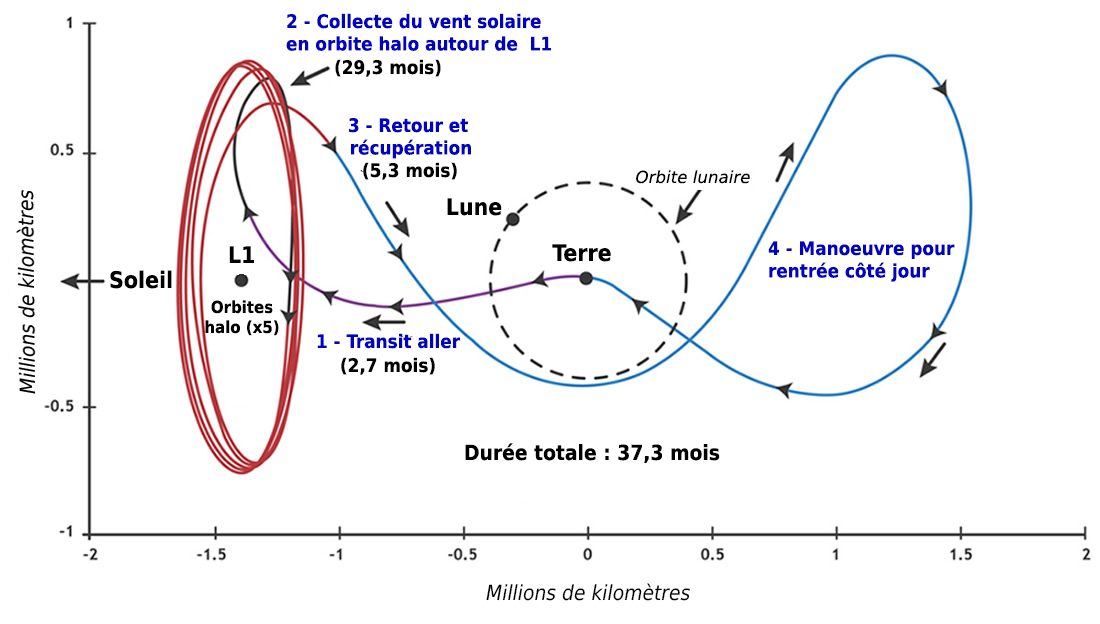
Schéma 2 : Trajectoire de la sonde spatiale Genesis.

Genesis est une sonde spatiale  en rotation sur elle-même (spinnée) à une vitesse de 1,6 tour par minute pour maintenir une orientation stable en réalisant peu de corrections. Elle doit être placée sur une orbite de halo autour du point de Lagrange L1. Dans cette région de l'espace le vent solaire n'est pas perturbé par la magnétosphère de la Terre et Genesis peut se maintenir sur son orbite pratiquement sans dépenser d'énergie. L'axe autour duquel la sonde tourne est maintenu pointé à 4,5° de la direction du Soleil ce qui place la surface des collecteurs, lorsqu'ils sont déployés, perpendiculaire au vecteur de la vitesse apparente du flux des particules du vent solaire. Genesis doit rester 22 mois sur cette orbite en effectuant quotidiennement des petites corrections d'orientation et de temps à autre des corrections de trajectoire avec ses propulseurs les plus puissants nécessitant de mettre à l'abri les collecteurs pour ne pas les contaminer.
À l'issue de la phase de collecte la trajectoire de Genesis est modifiée de manière à l'amener au point de Lagrange L2 situé à l'opposé de L1 par rapport à la Terre. Après avoir fait une boucle autour de L2, sur le trajet de retour vers L1, la sonde spatiale passe à faible distance de la Lune ce qui l'amène sur une trajectoire de collision avec la Terre. La capsule de retour d'échantillon contenant les collecteurs est larguée par la sonde spatiale peu avant le survol de la Terre. La trajectoire  est calculée pour que la capsule pénètre dans l'atmosphère terrestre en survolant le territoire des États-Unis d'ouest en est de manière à toucher le sol dans l'Utah Test and Training Range. Ce quadrilatère d'entraînement militaire de grande taille a été également utilisé en janvier 2006 pour la récupération de la capsule de Stardust qui ramenait sur Terre des échantillons de la comète Wild 2. La vitesse de rentrée dans l'atmosphère est de 11,04 km/s et la capsule est protégée par un bouclier thermique de la chaleur intense générée par la friction. Un premier parachute pilote se déploie à une altitude de 33 km alors que la capsule a encore une vitesse supersonique. Un deuxième parachute se déploie à 6,7 km d'altitude de manière à abaisser la vitesse de descente à 5 m/s. Les concepteurs de la mission ont choisi de récupérer la capsule en vol peu avant son arrivée au sol pour éviter une décélération qui serait trop brutale pour la fragile structure des collecteurs. Cette technique avait été utilisée dans les années 1960 pour la récupération des capsules larguées par les satellites de reconnaissance satellites espions Corona américains contenant les films ainsi que durant la guerre du Viêt Nam. Deux hélicoptères sont chargés d'attraper la sonde avec un grappin avant de la déposer sur le sol, pour qu'elle soit débarrassée de son parachute, puis de l'amener dans une salle blanche provisoire pour être vérifiée et purgée de tout contaminant avec de l'azote. La capsule devrait être acheminée ensuite dans un délai de 11 heures au centre spatial Lyndon B. Johnson.

## Caractéristiques techniques

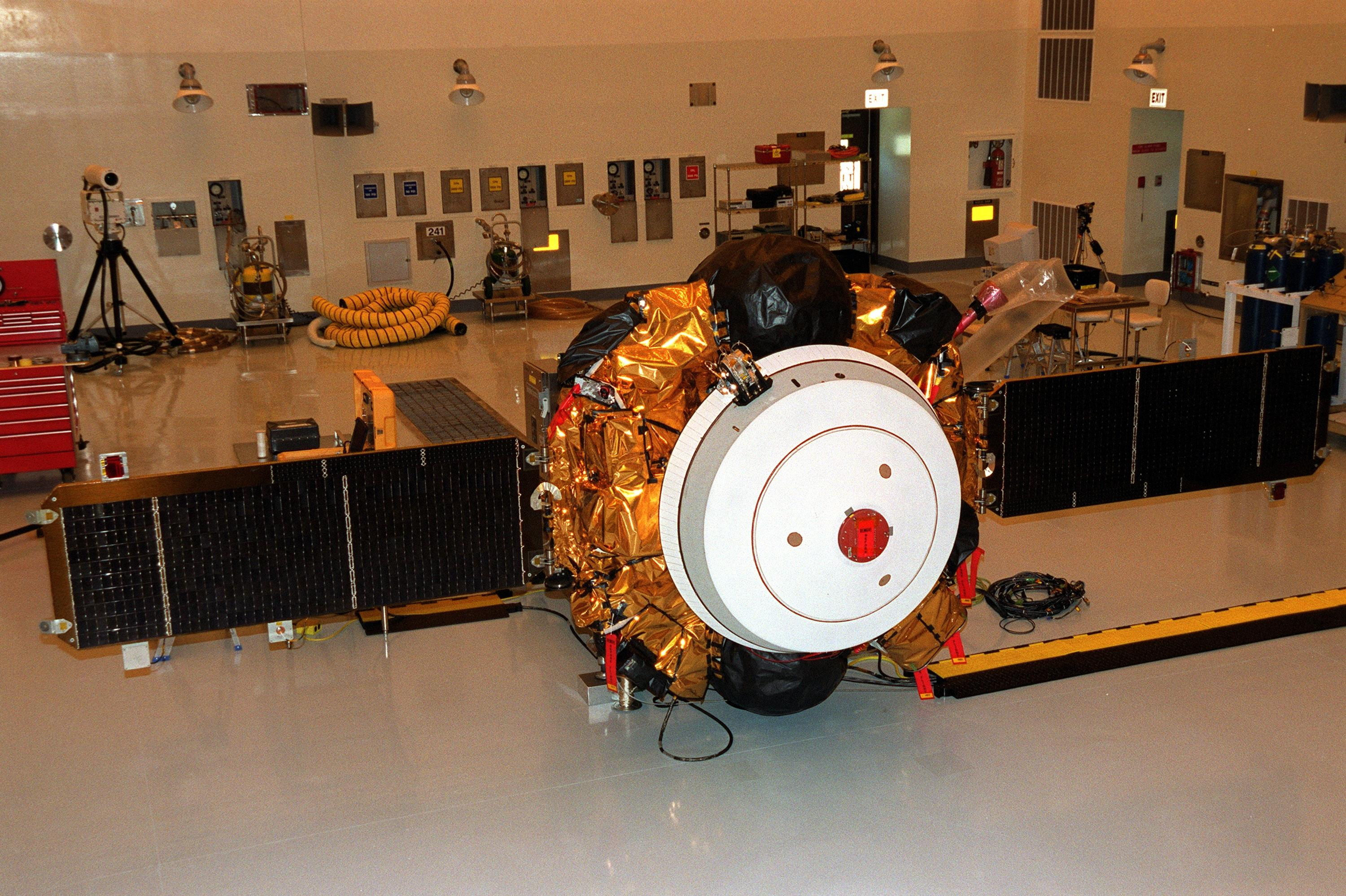
Genesis avec sa capsule au centre de la photo et ses panneaux solaires déployés.

Genesis est constituée d'une part de la capsule de retour d'échantillon d'autre part d'une plateforme de 2 mètres sur 2,3 mètres sur laquelle sont regroupés tous les équipements permettant à la sonde spatiale de fonctionner.

### La plateforme
La plateforme comprend l'interface avec le lanceur, les batteries, les viseurs d'étoiles et capteurs solaires, les propulseurs et deux réservoirs sphériques contenant en tout 142 kg d'hydrazine utilisé pour les corrections de trajectoire et d'orientation. Deux panneaux solaires déployés dans l'espace s'étendent de part et d'autre de la plateforme et portent l'envergure de la sonde spatiale à 6,5 mètres. Ils fournissent en moyenne 281 watts de puissance électrique. La sonde spatiale dispose de deux jeux de propulseurs. La première série est constituée de deux ensembles de moteurs-fusées de 0,88 newton de poussée. Ils sont utilisés pour les petites corrections orbitales et pour maintenir la rotation de la sonde autour de son axe. Le deuxième jeu de moteurs-fusées est constitué de 4 propulseurs de 22 newtons de poussée qui sont utilisés pour les corrections de trajectoire les plus importantes. Lorsque ces derniers sont mis en œuvre, la capsule est fermée pour éviter toute contamination des collecteurs. Tous ces propulseurs brûlent de l'hydrazine mis sous pression par de l'hélium. Le système de télécommunications de Genesis est constitué d'un émetteur-récepteur radio fonctionnant en bande S et d'un second fonctionnant en bande UHF. Ce dernier est situé dans la capsule et permet à celle-ci de signaler sa position lors de son retour sur Terre. L'émetteur récepteur principal utilise une antenne moyen gain en forme de spirale et 3 antennes patch faible gain situées sous la sonde spatiale.

### La capsule de retour d'échantillon
La capsule de Genesis contenant les collecteurs et les échantillons de vent solaire se présente sur le plan géométrique comme deux cônes attachés par leur base. La capsule a un diamètre de 1,62 mètre et une masse de 205 kilogrammes. Elle comprend 5 sous-ensembles : le bouclier thermique recouvrant la coque avant, la coque arrière, le boitier scientifique contenant les collecteurs de vent solaire, le système de parachutes et l'avionique. La capsule comporte un couvercle articulé : à l'intérieur le boitier scientifique qui contient les collecteurs dispose lui-même d'un couvercle articulé. Quatre des collecteurs y sont empilés et pivotent sur un axe commun : le collecteur le plus haut est systématiquement exposé au vent solaire tandis que l'un des trois autres est déployé en fonction de la vitesse du vent solaire pour pouvoir analyser la composition du vent solaire en fonction de son régime. La structure de la capsule est réalisée en composite carbone-carbone et recouverte d'un matériau ablatif baptisé SLA-656 qui forme un bouclier thermique durant la rentrée atmosphérique. 99 % de la chaleur créée par la traversée de l'atmosphère à grande vitesse est dissipée par évaporation du SLA-656. La capsule dispose de deux parachutes : le premier dit pilote a un diamètre de 2,1 mètres et est déployé alors que la capsule a encore une vitesse supersonique. Le second, qui est de type parafoil, fait 10,5 mètres de large sur 3,1 mètres et doit réduire la vitesse de 12 m/s à 4 m/s.

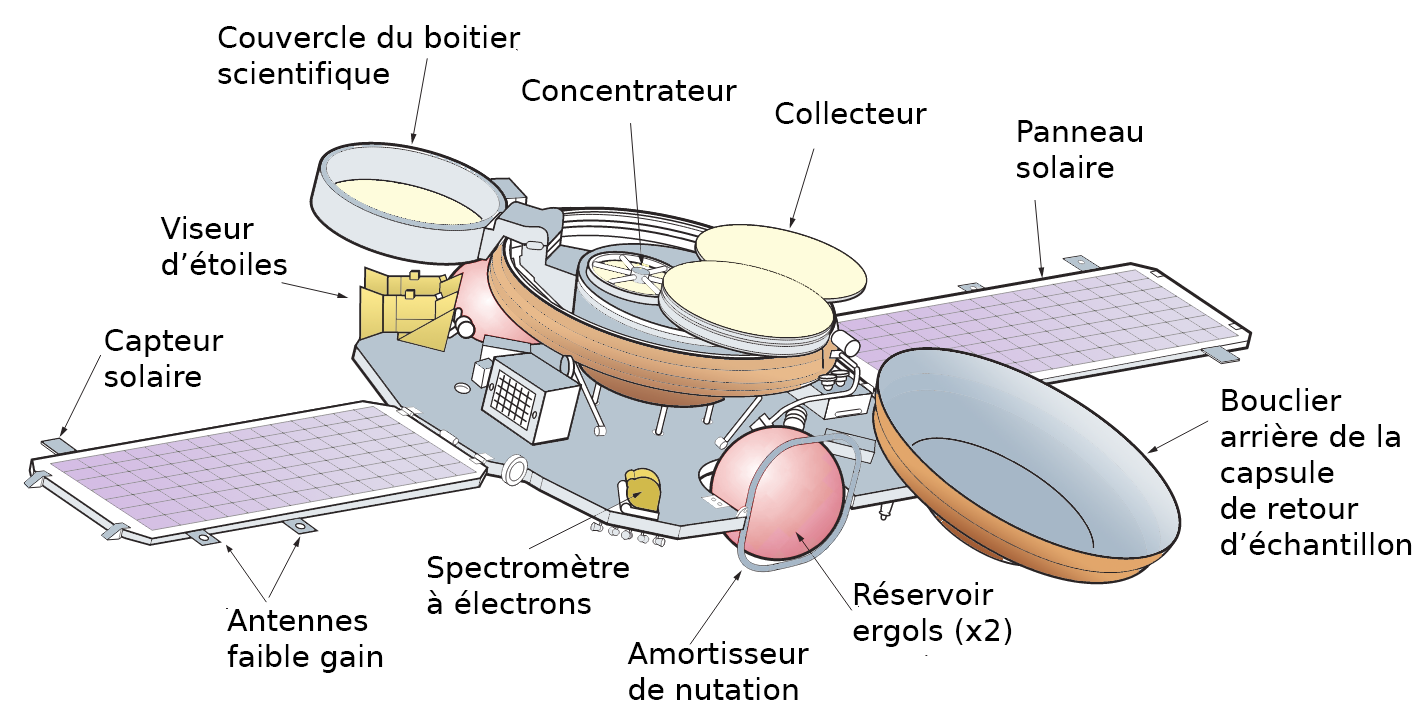
Schéma 3 : les principaux composants de la sonde spatiale.

### La charge utile

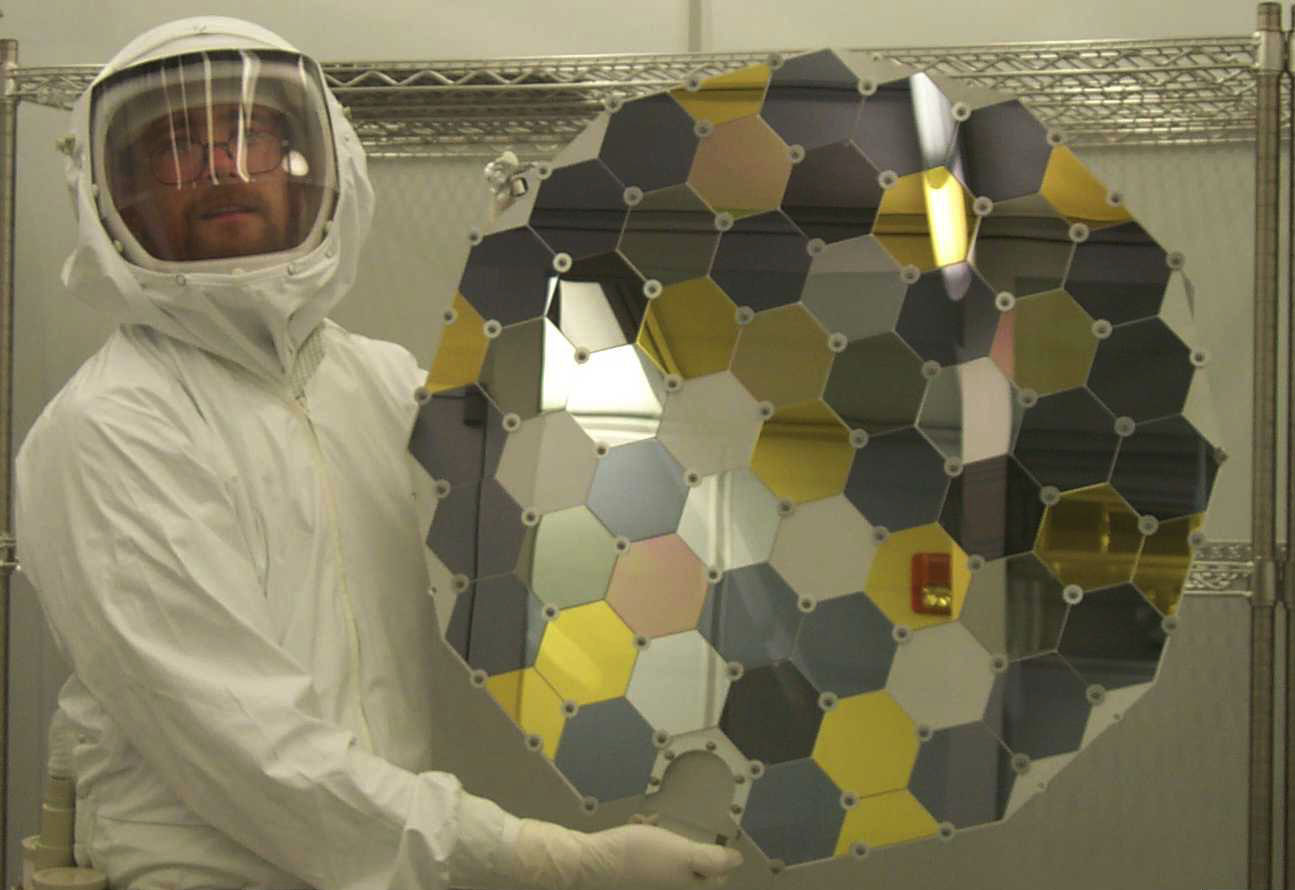
Un des cinq collecteurs principaux des particules de vent solaire avant son installation.

La charge utile, sous-ensemble de la sonde spatiale chargé de remplir les objectifs scientifiques, comprend plusieurs collecteurs de particules de différents types contenus dans une capsule qui doit revenir sur Terre. Par ailleurs deux spectromètres sont chargés de déterminer le régime du vent solaire et de collecter des données sur celui-ci qui seront exploitées pour différentes études postérieures à la mission.

#### Les collecteurs
Les collecteurs utilisent des matériaux d'une très grande pureté qui sont exposés au vent solaire pour recueillir les ions qui constituent celui-ci  avant d'être ramenés sur Terre pour que ces particules soient analysées. Durant la mission les collecteurs sont exposés face à la direction du vent solaire et les ions viennent frapper leur surface avant de pénétrer à plus ou moins grande profondeur. Quinze types de matériau ont été utilisés pour permettre la capture de la majeure partie des éléments chimiques. La moitié de la surface des collecteurs est faite de silicium. Les collecteurs sont installés à différents endroits dans la capsule. Certains collecteurs ne sont exposés que pour certains régimes de vent solaire. Tous les collecteurs, sauf un, fonctionnent de manière passive :
- les cinq collecteurs principaux, de la taille d'une roue de bicyclette, sont constitués d'une structure supportant 54  à   55 galettes de forme hexagonale de 10 cm de diamètre réalisés dans 15 différents types de matériau purifié dont l’aluminium, le corindon, le silicium, le germanium, l'or et le carbone dans une forme amorphe adamantine (en). Chaque type de galette a la capacité de capturer certains des ions du vent solaire : ainsi la galette en corindon est utilisée pour capturer les atomes de sodium tandis que les galettes contenant du silicium (la moitié des galettes environ) ne retiennent pas le sodium mais capturent de nombreux autres éléments chimiques dont le magnésium. Deux des collecteurs sont exposés en permanence tandis que les trois autres ne sont déployés que pour un des trois régimes de vent solaire[19] ;
- le concentrateur de vent solaire est un collecteur actif qui concentre le flux d'ions lourds (masse atomique 4 à 25) d'un facteur 20 en utilisant les forces électromagnétiques puis les projette sur une cible de 6,2 cm de diamètre. Celle-ci est constituée d'un matériau contenant moins de 10 % des atomes lourds qui doivent être collectés et qui est notamment appauvri en oxygène. De forme hémisphérique le concentrateur utilise des grilles en matériau conducteur très fines sur lesquelles est appliquée une tension électrique élevée. Ce dispositif permet à la fois de faire converger les atomes dont la collecte est souhaitée et de rejeter les atomes les plus légers (hydrogène et hélium) qui constituent 90 % du vent solaire[20],[21] ;
- le collecteur à feuillet en or est utilisé pour tous les régimes de vent solaire[22] ;
- le collecteur en aluminium ;
- le collecteur en verre métallique[23].

| Matériau du collecteur           | Caractéristiques                                              | Implantation                                   | Éléments chimiques collectés                                                                                                  | % surface collecteurs principaux |
| -------------------------------- | ------------------------------------------------------------- | ---------------------------------------------- | --- | -------------------------------- |
| Diamant à base de 13C            |                                                               | Concentrateur                                  | Oxygène, néon, fluor |                                  |
| Carbure de silicium              |                                                               | Concentrateur                                  | Oxygène, néon, lithium, béryllium, bore, fluor                                                                                |                                  |
| Carbone adamantin                |                                                               | Concentrateur Collecteurs principaux           | Azote, isotopes de gaz nobles                                                                                                 | 5,6 %                            |
| Aluminium                        |                                                               | Collecteurs principaux                         | Gaz nobles | 9,3 %                            |
| Silicium                         | Réalisés par le procédé de la zone fondue flottante verticale | Collecteurs principaux                         | Tous les éléments chimiques sauf le fer et les alcalins                                                                       | 34 %                             |
| Silicium                         | Réalisés par le procédé de Czochralski                        | Collecteurs principaux                         | Comme le précédent hormis le carbone et l'oxygène                                                                             | 17,9 %                           |
| Silicium                         | Silicium sur corindon                                         | Collecteurs principaux                         | Carbone ; matériau simplifiant l'extraction                                                                                   | 6,5 %                            |
| Germanium                        |                                                               | Collecteurs principaux                         | Peu d'impuretés. En complément des collecteurs en silicium pour les analyses par le SIMS car peu d'interférences moléculaires | 5,9 %                            |
| Or sur corindon                  |                                                               | Collecteurs principaux                         | Azote, fer, alcalins | 13,1 %                           |
| Corindon                         |                                                               | Collecteurs principaux                         | Alcalins | 6,8 %                            |
| Carbone, cobalt, or sur corindon |                                                               | Collecteurs principaux                         | SEP (en) | 0,6 %                            |
| Verre métallique                 |                                                               | Axe système déploiement collecteurs principaux | Gaz nobles, SEP |                                  |
| Alliage d'aluminium              | Al661 poli                                                    | Collecteur latéral                             | Vent solaire |                                  |
| Or                               | Feuille d'or                                                  | Collecteur latéral                             | Vent solaire, azote |                                  |
| Molybdène                        | Feuilleté : molybdène sur platine                             | Couvercle capsule de retour d’échantillon      | Radioisotopes tels que le béryllium 10 et le carbone 14                                                                       |                                  |

#### Les spectromètres
Les spectromètres GIM (Genesis Ion Monitor) et GEM (Genesis Electron Monitor), qui sont fixés sur la plateforme, ont pour objectif principal de déterminer les caractéristiques du vent solaire afin d'adapter les dispositifs collecteurs. Ils déterminent le spectre énergétique des particules incidentes. La tension électrique appliquée au concentrateur de vent solaire (décrit ci-dessous) est modifiée en fonction de cette mesure. Celle-ci est également utilisée pour déterminer lequel des trois collecteurs mobiles doit être déployé. Enfin un objectif secondaire est de fournir des données de grande qualité sur les caractéristiques du vent solaire utilisables pour des études scientifiques. GIM permet de mesurer l'énergie des ions ayant une énergie comprise entre 100 eV et 14 keV avec une précision de 5,2 %. GEM mesure l'énergie des électrons lorsque celle-ci est comprise entre 1  et   1 400 eV avec une précision de 14 %,.

Charge utile
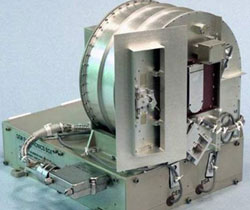
Instrument GEM.
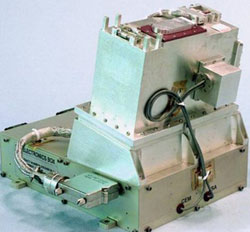
Instrument GIM.
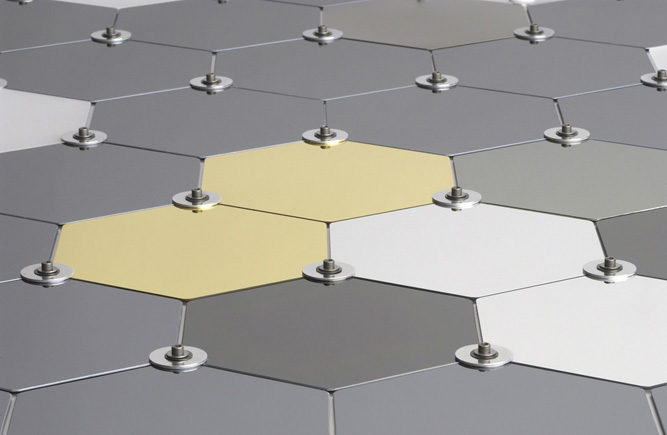
Gros plan sur un des cinq collecteurs.

## Déroulement de la mission

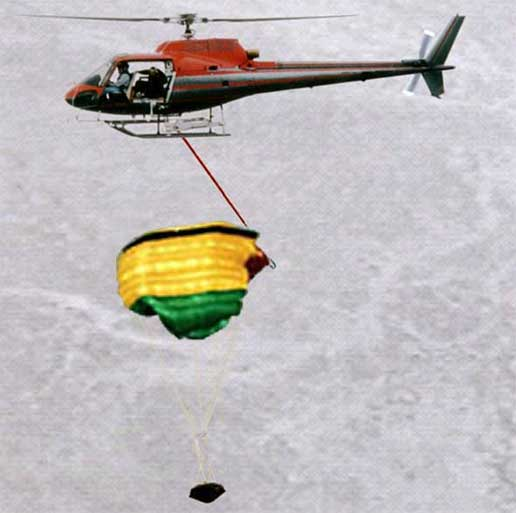
Séance d'entraînement à la récupération de la capsule de Genesis : il est prévu que l'équipage d'un hélicoptère attrape le parachute de la capsule avant de la déposer en douceur sur le sol.

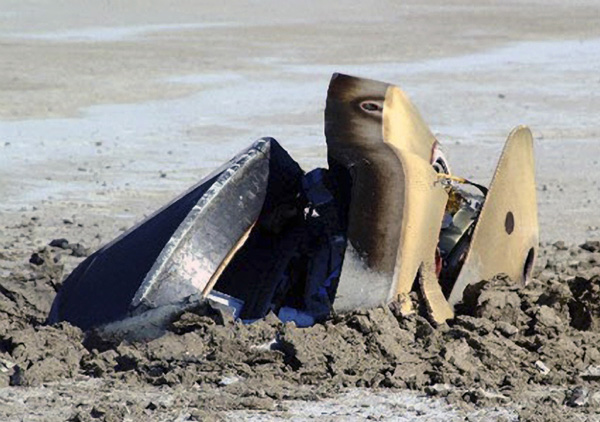
La capsule de Genesis fortement endommagée après son atterrissage brutal à 311 km/h.

Genesis est lancée en août 2001 et collecte durant près de deux ans et demi des particules du vent solaire. La mission se déroule de manière nominale mais lorsque la capsule d'échantillon revient sur Terre le 8 septembre 2004, le parachute ne se déploie pas et celle-ci s'écrase au sol à grande vitesse en détruisant les collecteurs. Au prix d'un minutieux travail de nettoyage étalé sur plusieurs années et qui se poursuivait toujours en 2013, des résultats parviennent néanmoins à être obtenus à partir des morceaux de collecteurs récupérés.

### Lancement et collecte des échantillons du vent solaire
La sonde spatiale Genesis est lancée par une fusée Delta II 7326, le 8 août 2001 depuis la base de Cap Canaveral, en Floride. Après un transit de 1,5 million de km durant lequel les instruments et équipements de la sonde sont testés, Genesis  se place le 16 novembre sur une orbite de halo autour du point de Lagrange L1 entre la Terre et le Soleil. Dans cette région de l'espace les attractions terrestre et solaire s'équilibrent. Le 3 décembre la sonde spatiale déploie pour la première fois ses collecteurs et commence à récolter les particules solaires. La sonde effectue cinq révolutions du 3 décembre 2001 au 1er avril 2004, soit durant 884 jours, les différents collecteurs sont exposés au vent solaire. Ils collectent 1020 ions, soit environ 0,4 mg de matière.

### Retour sur Terre de la capsule
Le 22 avril 2004, Genesis réalise la première des cinq manœuvres destinées à ramener la sonde spatiale à proximité de la Terre. La phase de 30 jours qui précède le retour de la capsule d'échantillons sur Terre débute le 9 août. Pour que la capsule puisse être récupérée, il faut qu'elle pénètre dans l'atmosphère de la Terre le 8 septembre à 16 h 55 UT à 125 km d'altitude en visant une ellipse de 33 km de long pour 10 km de large.  Quelques heures avant cet événement, l'équipe chargée de la conduite des opérations estime que la sonde spatiale est sur une trajectoire correcte et transmet une série de commandes qui doit aboutir à la séparation de la sonde spatiale et de la capsule 4 heures avant la rentrée atmosphérique. La sonde spatiale pénètre dans l'atmosphère terrestre à une vitesse de 11 km/s. Après avoir survécu à la phase de décélération violente, la sonde fortement ralentie doit déployer un parachute pilote puis le parachute principal. Mais ni l'un ni l'autre ne s'ouvrent et la capsule s’écrase dans le désert de l'Utah, percutant le sol à la vitesse de 311 km/h. La capsule est retrouvée à moitié enfoncée dans le sol : elle a été éventrée par le choc et le boitier scientifique s'est lui-même ouvert exposant les collecteurs à l'air libre. Ceux-ci sont contaminés à la fois par des fragments du sol avoisinant et par des morceaux du bouclier thermique ainsi que d'autres composants de la capsule. La sonde allégée de la capsule poursuit sa trajectoire vers le point de Lagrange L1. Tous les équipements sont en parfait état de marche et la sonde s'oriente automatiquement de manière que ses panneaux solaires lui fournissent l'énergie dont elle a besoin. Les deux spectromètres, bien qu'en parfait état de marche, sont éteints. Une dernière correction de trajectoire est effectuée le 6 novembre pour s'assurer que la sonde spatiale échappe à l'attraction du système Terre-Lune. Aucun prolongement de mission n'ayant été financé, la sonde spatiale est depuis le 1er février 2005 sur une orbite héliocentrique à une distance plus proche du Soleil que la Terre.

### Récupération des échantillons
Malgré le choc très violent qui a brisé la majeure partie des différents collecteurs et les a contaminés, les scientifiques décident de tenter de récupérer les échantillons de vent solaire. La première tâche de l'équipe projet est d'identifier les débris, d'évaluer le niveau de contamination jusqu'au niveau moléculaire et de fournir une description détaillée des dommages induits par l'abrasion physique, les réactions chimiques et d'autres processus :
- les cinq grands collecteurs sont particulièrement endommagés. Sur les 270 galettes qui s'y trouvaient, seule une galette en corindon est récupérée intacte, à laquelle s'ajoutent quelques moitiés de galette. La plupart d'entre elles ont été brisées en multiples fragments dont beaucoup ont moins de 5 mm de côté. Quelques fragments sont restés attachés à leur structure mais la majeure partie d'entre eux ne peuvent plus être associés à leur support ;
- la cible du concentrateur a particulièrement bien supporté le choc : sur les quatre quadrants, trois sont intacts. Le quatrième, fait de silicium, est partiellement brisé avec quatre fragments représentant 85 % de la surface, le solde ayant été pratiquement entièrement identifié parmi les débris des autres collecteurs. De plus la cible est faiblement contaminée ;
- le collecteur en or est également pratiquement intact et faiblement ou pas du tout contaminé ;
- le collecteur en aluminium a subi des dommages physiques très importants et a été fortement contaminé par le sol du désert. De plus ce collecteur a peut-être subi une contamination dans l'espace ;
- le petit collecteur en verre métallique a été récupéré pratiquement intact.

L'évaluation des dommages
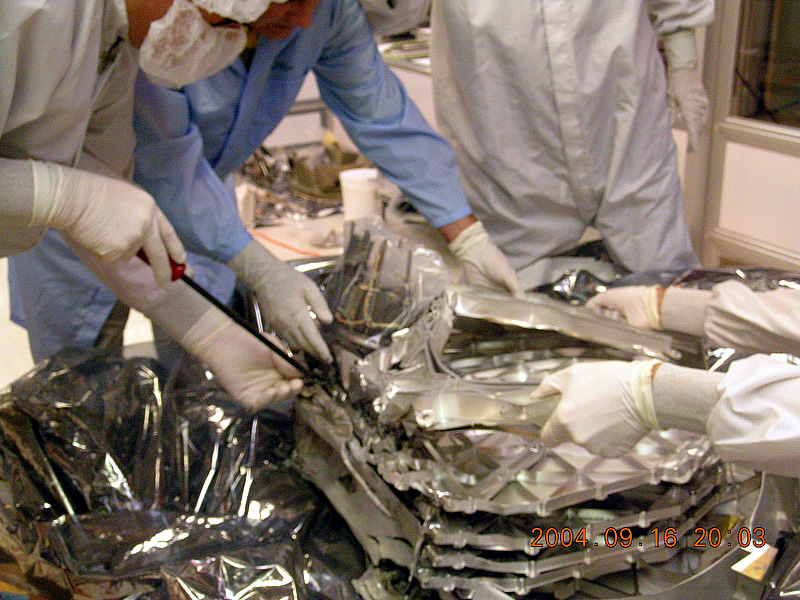
Les collecteurs déformés par le choc sont extraits de la capsule après leur retour sur Terre.
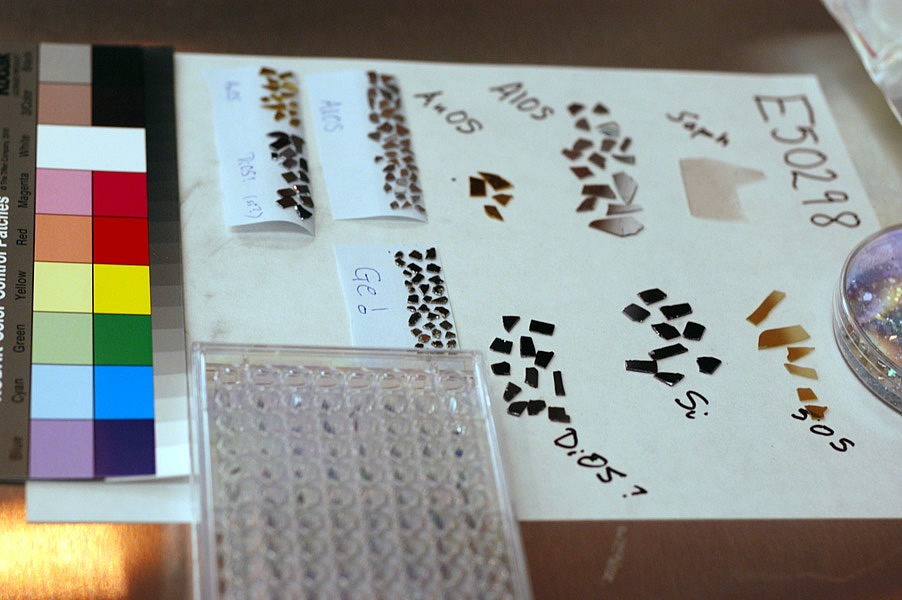
Fragments des collecteurs rassemblés par type de matériaux.
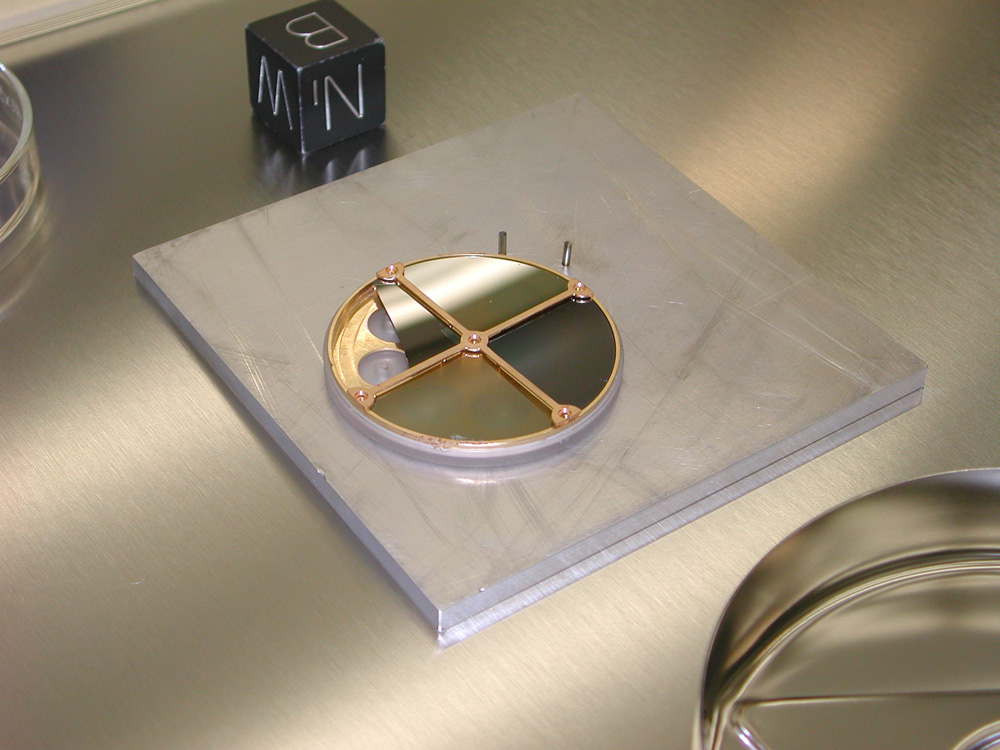
La cible du concentrateur qui est pratiquement intacte est désassemblée après son retour sur Terre.

L'équipe projet s'est retrouvée avec 15 000 morceaux de galette dont de nombreux particulièrement petits. Les échantillons de vent solaire sont enfouis à une faible profondeur dans les galettes des collecteurs (à partir de 20 nanomètres) mais celle-ci est jugée suffisante pour obtenir des résultats non perturbés par la contamination subie à l'atterrissage. Il faut toutefois parvenir au préalable à éliminer les saletés qui ont recouvert la surface. Plusieurs méthodes sont testées sur des échantillons considérés comme perdus comme l'utilisation d'ondes acoustiques à très haute fréquence. Ce travail de nettoyage s'est poursuivi sur plusieurs années.

## Résultats scientifiques

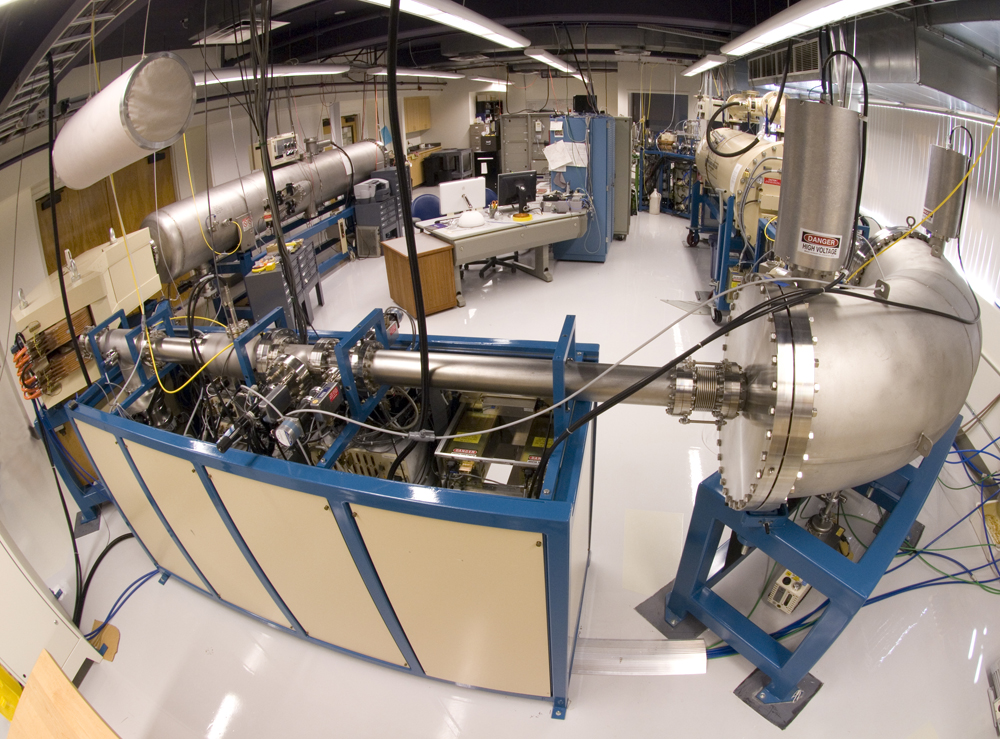
Le spectromètre de masse SIMS est un des instruments utilisés pour analyser les atomes de vent solaire piégé dans les collecteurs.

En 2013, l'analyse des échantillons de vent solaire se poursuit toujours. Burnett, responsable scientifique de la mission, estimait en 2007 que la majeure partie des 19 objectifs fixés à la mission serait atteints à terme. À cette date, deux d'entre eux avaient déjà été remplis :
- la mesure des ratios des isotopes de l'argon 36Ar /Ar38 et du néon 20Ne/22Ne dans le vent solaire particulièrement précis. Dans les deux cas, ces ratios sont plus élevés que dans l'atmosphère terrestre ;
- l'énigme concernant les écarts constatés dans le ratio 20Ne/22Ne dans plusieurs échantillons de régolite collectés par les équipages des missions Apollo sur le sol lunaire (évoqué dans le paragraphe sur l’énigme du ratio des isotopes de l'azote) a été résolu. Selon l'échantillon, le ratio mesuré oscillait de 13,8 et 11,2. Le premier chiffre était cohérent avec l'étude du collecteur en aluminium également utilisé par les équipages Apollo. Pour expliquer l'autre chiffre, certains scientifiques avaient émis l'hypothèse d'une variation séculaire des caractéristiques du vent solaire. Mais en analysant des échantillons recueillis par Genesis, une équipe suisse de l'Institut fédéral suisse de technologie a mis en évidence que le ratio variait avec la profondeur à laquelle les atomes de néon étaient enfouis, ce qui expliquait les écarts constatés[36],[37].

En 2011, deux nouveaux résultats importants ont pu être obtenus à partir de l'analyse d'échantillons de vent solaire collectés  par Genesis. Les chercheurs du Centre de recherches pétrographiques et géochimiques de Nancy, en utilisant une sonde ionique, ont mesuré que le Soleil était de 60 % plus pauvre en isotope de l'azote 15N que la Terre. Ce ratio est par contre identique à celui mesuré sur Jupiter 10 ans auparavant par une sonde spatiale de la NASA, ce qui semble prouver que les planètes gazeuses géantes, dont fait partie Jupiter, sont constituées de gaz présents dans la nébuleuse à l'origine. Cette découverte contribue donc à lever l'hypothèque que faisait peser les ratios de l'azote mesurés jusque-là sur le modèle de la nébuleuse homogène. Des chercheurs américains, de leur côté, ont découvert que l'oxygène du Soleil est appauvri en isotopes rares (17O et 18O) par rapport à celui de la Terre. La détermination des processus à l'origine de ces écarts permettra de préciser le scénario de formation du système solaire.

## L'enquête sur l'anomalie de fonctionnement de la capsule

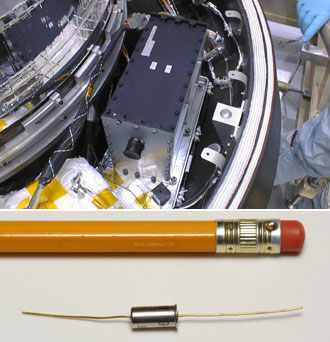
Vue partielle de la capsule avec un gros plan sur un des accéléromètres dont l'installation erronée dans une position inversée est à l'origine de l'incident du retour (le crayon donne l'échelle).

La commission d'enquête MIB (Mishap Investigation Board), composée de 16 membres, est formée par la NASA en septembre 2004, pour déterminer les origines de l'anomalie de fonctionnement de la capsule Genesis à son retour sur Terre. La commission est composée notamment de spécialistes de l'avionique et des engins pyrotechniques. Très rapidement, en octobre 2004, l'origine de la défaillance est officialisée : de petits accéléromètres étaient chargés de détecter la décélération très importante (> 3 g) due à la rentrée atmosphérique, puis la fin de cette phase (décélération < 3 g). Ce dernier événement devait déclencher l'ouverture du premier parachute. Les enquêteurs ont découvert que les accéléromètres avaient été montés à l'envers et étaient donc dans l'incapacité de détecter les phases de décélération. L'anomalie de montage n'avait pas été repérée au cours des trois procédures de vérification prévues avant l'envol, car celles-ci avaient été effectuées de manière superficielle. La commission attribua l'anomalie à des problèmes d'organisation dans les services de l'agence spatiale comme dans ceux du constructeur. Prenant en compte les deux échecs récents des missions Mars Climate Orbiter et Mars Polar Lander, la commission met surtout en cause la philosophie du Better, Faster, Cheaper sous-tendant tous ces programmes.